# Segni
Pour les articles homonymes, voir Segni (homonymie).
Segni est une commune italienne d'environ 9 190 habitants située dans la ville métropolitaine de Rome Capitale, dans la région Latium, en Italie centrale.

## Monuments et patrimoine
- Cathédrale de Segni

## Administration
| Période                                  | Période  | Identité         | Étiquette       | Qualité |
| ---------------------------------------- | -------- | ---------------- | --------------- | ------- |
| 14 juin 2004                             | En cours | Renato Cacciotti | Centro-Sinistra |         |
| Les données manquantes sont à compléter. |          |                  |                 |         |

### Communes limitrophes
Artena, Colleferro, Cori, Gavignano, Montelanico, Paliano, Rocca Massima.

## Personnalités liées à la commune
- Tito Centi
- Vincenzo Fagiolo
- Angelo Felici
- Pericle Felici
- Giuseppe Vari
- Vitalien (pape)